# مضيق ملقا

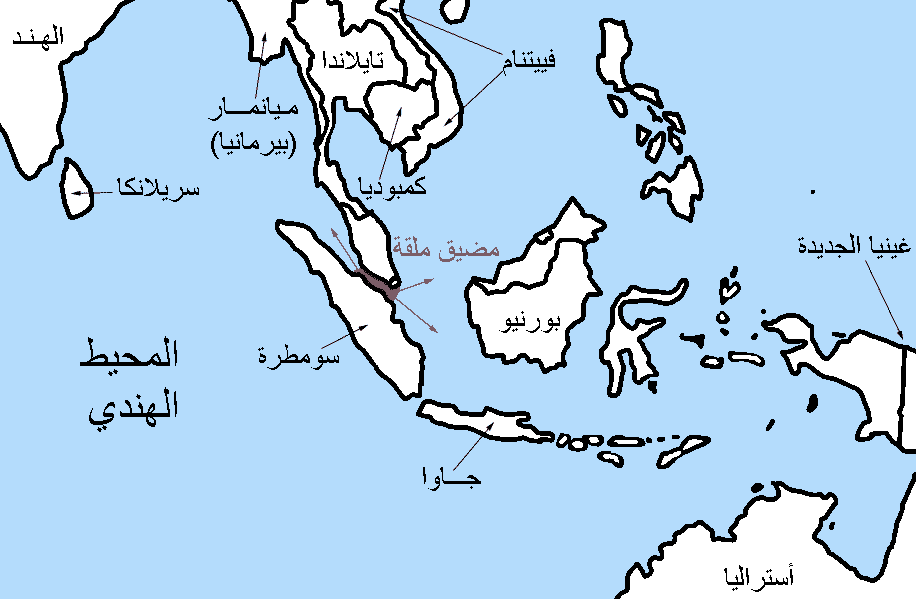
خريطة توضيحية لمضيق ملقا

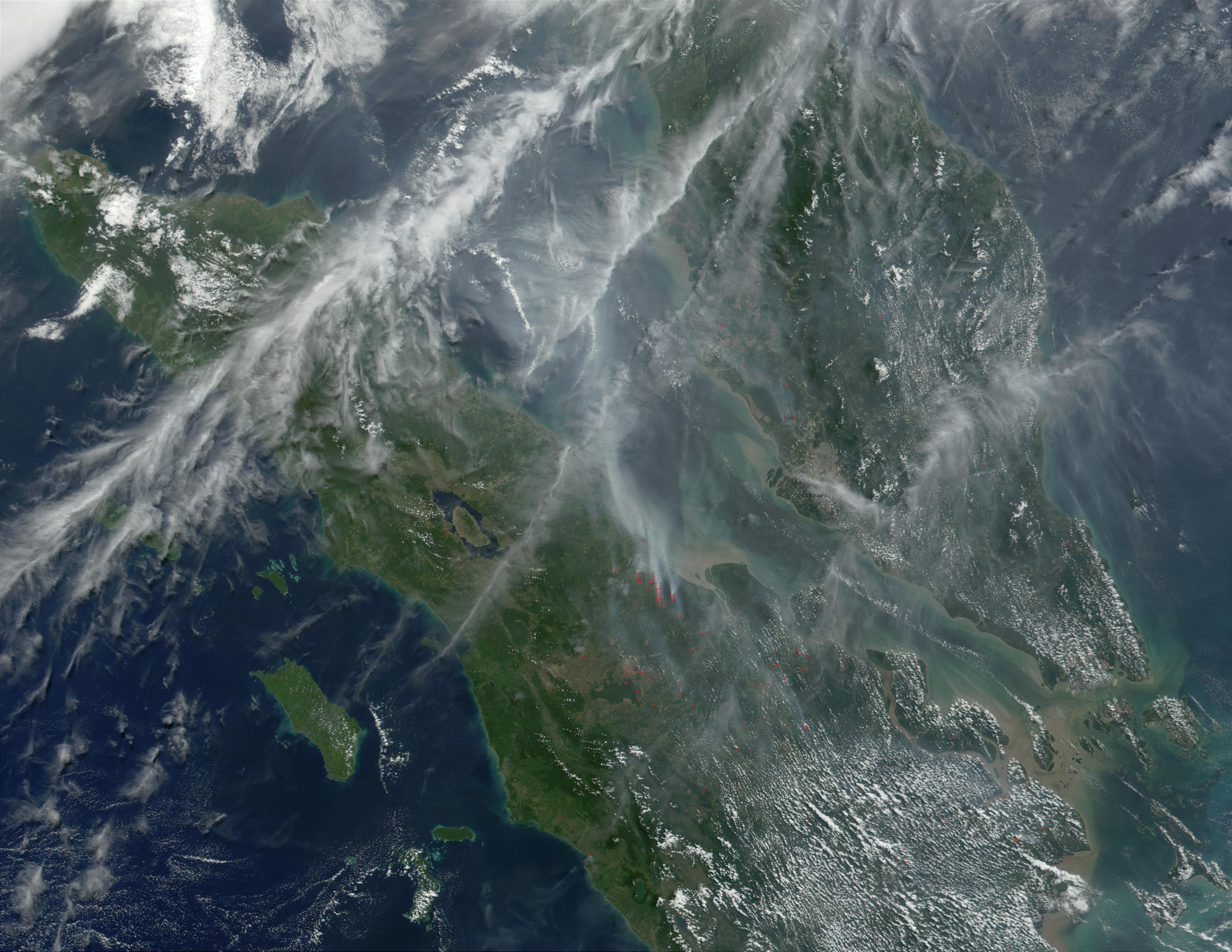
صورة فضائية لمضيق ملقا ولجزيرة سومطرة الأندونيسية

مضيق ملقا (بالجاوية: سلت ملاك) ممر مائي يقع في جنوب شرق آسيا بين شبه جزيرة ماليزيا وجزيرة سومطرة
الأندونيسية، يصل بين بحر أندمان في المحيط الهندي من جهة الشمال الغربي، وبين بحر الصين من جهة الجنوب الشرقي.
يقدر طول مضيق ملقا بحوالي 800 كم، بينما يتراوح عرضه بين 50 و 320 كم، وتكمن أهمية المضيق الاستراتيجية في كونه الممر الأساسي لتزويد كلا من الصين واليابان بالنفط حيث يعتبران من أكبر المستهلكين في العالم لهذه المادة الحيوية. أكبر الموانئ المطلة على مضيق ملقا: ملقا وسنغافورة.

## الأهمية الجيو-إستراتيجية

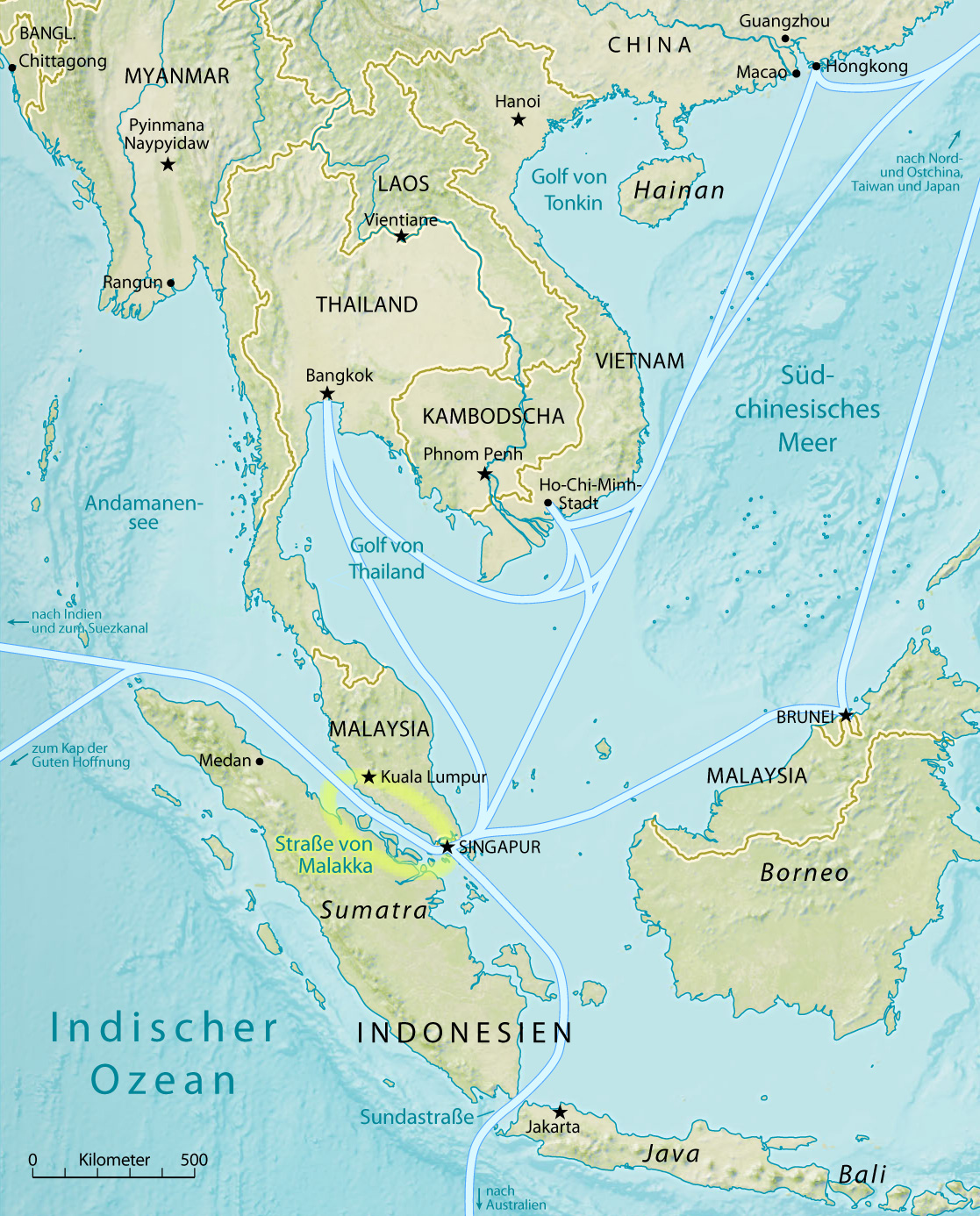

مضيق ملقا هو واحد من أكثر الممرات المائية حيوية في العالم من ناحية حركة السفن (تقدر حركة الملاحة فيه مكافئة لتلك التي تعرفها قناة السويس بمصر)، بحيث يصل بين أربعة من أكثر البلدان كثافة سكانية (الصين، الهند، اليابان، إندونيسيا) والأرقام التالية تشير إلى الأهمية الجيو-إستراتيجية للمضيق:
- أكثر من 50000 سفينة تعبره سنويا.
- يمثل ما بين 20 و 25% من الملاحة البحرية العالمية.
- نصف تجارة النفط في العالم تمر عبر المضيق (أكثر من 11 مليون برميل يوميا في 2003، أي حوالي 1700000 متر مكعب)، وهذه الحركية في تزايد مستمر كونها مرتبطة بنمو الاقتصاد الصيني.

إن الأهمية الاقتصادية والموقع الاستراتيجي للمضيق جعل منه منطقة مفضلة لعمليات القرصنة، وهدف محتمل لتهديدات إرهابية. فالقرصنة أصبحت المشكلة الأساسية التي تهدد أمن واستقرار الملاحة البحرية والتعاملات الاقتصادية خاصة بين الدول المطلة عليه.
بالاستناد على الإحصائيات نلاحظ ارتفاع مهم لعمليات القرصنة في السنوات الأخيرة، بحيث انتقلت من 25 عملية في 1994، إلى حوالي 220 سنة 2000، لتنخفض بعدها إلى 150 عملية في 2003.
و للحد من تنامي ظاهرة القرصنة قررت كل من الدول الثلاثة المطلة على المضيق (إندونيسيا، ماليزيا، سنغافورة) زيادة عمليات الحراسة والتفتيش بالاستعانة ببواخر حربية.

## مواضيع ذات صلة
- القرصنة في مضيق ملقا
- قائمة مضائق العالم